# Johannes Franciscus Christ

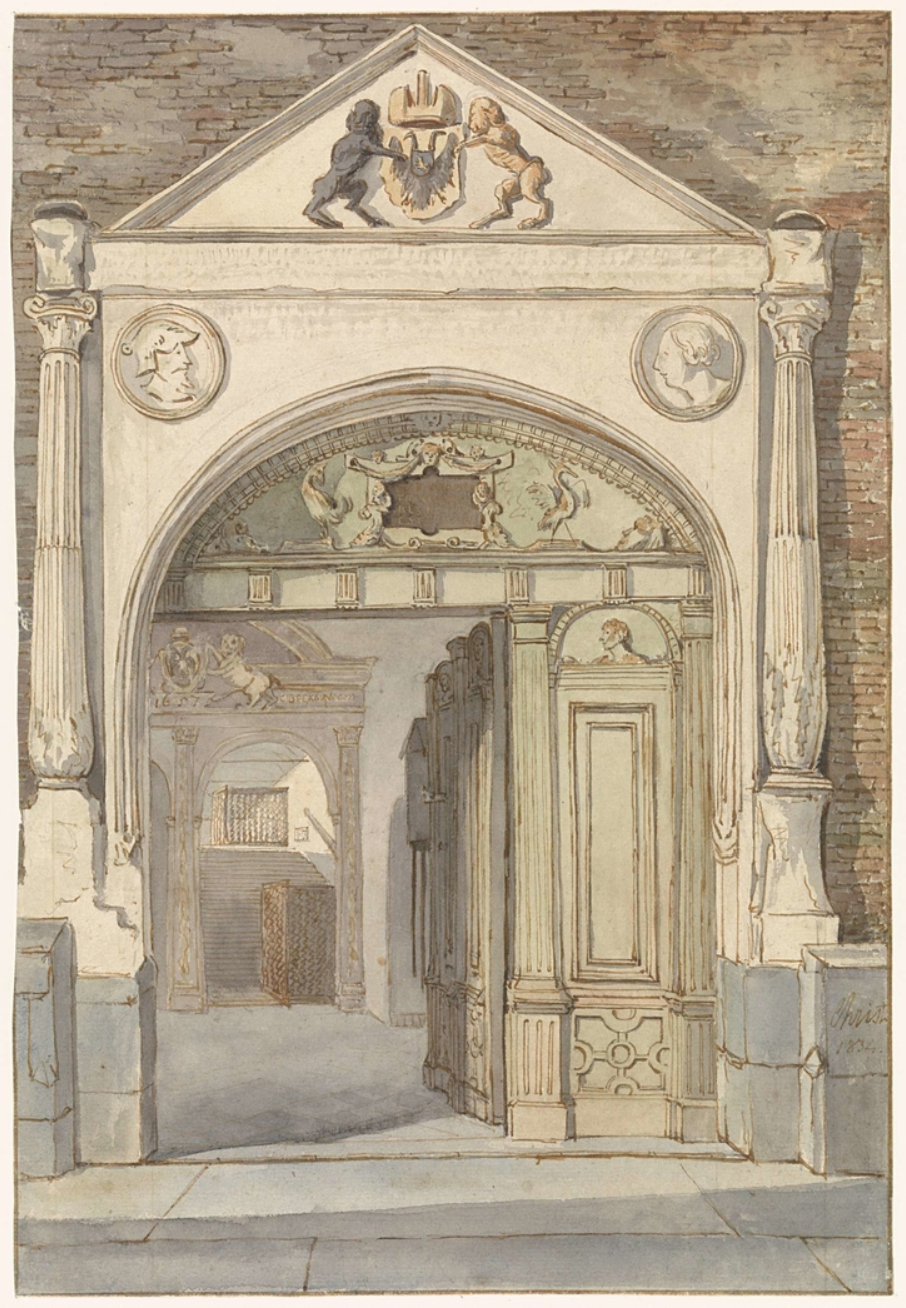
Blick in die Halle des Rathauses von Nijmegen

Johannes Franciscus Christ (* 14. Februar 1790 in Nijmegen; † 9. März 1845 ebenda) war ein niederländischer Landschaftsmaler, Radierer und Aquarellist.
Christ war Schüler von Jacob van Eynden (1733–1824) und bildete sich autodidaktisch weiter. 1835 verfasste er das Buch Wandelingen van een landschapschilder langs de Ruhr en een gedeelte van den Ryn (deutsch: Wanderungen eines Landschaftsmalers entlang der Ruhr und eines Abschnitts des Rheins).
Der Maler Jan van Ravenswaay half ihm beim Malen von Figuren in seinen Landschaftsbildern. Der Tiermaler Bernard te Gempt war sein Schüler in Nijmegen, bevor er das Studium in Amsterdam begann. Christ war Vater von Johanna Maria und Pieter Casper Christ (1822–1888), der ebenfalls Maler wurde.